# سیدلر، خاچماز
سیدلر (به ترکی آذربایجانی: Seyidlər) یک منطقه مسکونی در جمهوری آذربایجان است که در شهرستان خاچماز واقع شده است. سیدلر ۳۷۸ نفر جمعیت دارد.